# Соболівка (Хмельницький район)
Соболі́вка — село в Україні, у Волочиській міській територіальній громаді Хмельницького району Хмельницької області. Населення становить 63 особи.

## Географія
Селом протікає річка Збруч.

## Історія
У 1906 році село Авратинської волості Старокостянтинівського повіту Волинської губернії. Відстань від повітового міста 76 верст, від волості 17. Дворів 24, мешканців 98.
7 (20) листопада 1917 року, відповідно до Третього Універсалу Української Центральної Ради, увійшло до складу Української Народної Республіки.
12 червня 2020 року, відповідно до розпорядження Кабінету Міністрів України № 727-р «Про визначення адміністративних центрів та затвердження територій територіальних громад Хмельницької області», увійшло до складу Волочиської міської громади.
19 липня 2020 року, в результаті адміністративно-територіальної реформи та ліквідації Волочиського району, увійшло до складу новоутвореного Хмельницького району.